# Metalotionein
Metalotioneini (MT) so družina nizkomolekularnih beljakovin v citosolu, bogatih s cisteinom. Imajo sposobnost vezave tako fizioloških težkih kovin, kot so cink (Zn), baker (Cu) in selenij, kot tudi ksenobiotskih težkih kovin, kot so kadmij (Cd), živo srebro, srebro in arzen. Funkcije metalotioneinov niso popolnoma dorečene, vendar eksperimentalni podatki nakazujejo na to, da predstavljajo zaščito pred strupenimi učinki kovin in oksidativnim stresom ter so udeleženi v presnovi (metabolizmu) fizioloških kovin. Odkriti so bili leta 1957.

## Vedenjska ekologija in struktura
Metalotioneini so prisotni v širokem spektru taksonov, od prokariontov (npr. modrozelene cepljivke rodu Syneccococus), protozojev (npr. rod Tetrahymena) in kvasovk (npr. Saccharomyces cerevisiae in Candida albicans), preko rastlin (npr. vrste grah, trda pšenica, koruza in hrast plutovec), nevretenčarjev (npr. glista vrste Caenorhabditis elegans, žuželka vrste Drosophila melanogaster, mehkužec vrste Mytilus edulis ter iglokožec vrste Strongylocentrotus purpuratus) do vretenčarjev (npr. domača kokoš, hišna miš in navsezadnje tudi človek).
Metalotioneini kažejo visoko stopnjo različnosti v smislu molekulske mase ter števila in razporeditve cisteinskih ostankov. Kljub temu obstaja določena mera homolognosti v istih taksonomskih skupinah, npr. med vretenčarji.
Terciarna struktura proteinov je pri vretenčarjih, iglokožcih in rakih ter verjetno pri mehkužcih, glistah in žuželkah zvita v dve neodvisni domeni, alfa (α) in beta (β),ki vežeta dvovalentne ione (npr. Zn2+ in Cd2+), medtem ko imajo proteini prokariontov in kvasovk samo eno domeno. Na α domeno MT sesalcev se vežejo trije cinkovi ioni, na β domeno pa štirje. Pri kvartarni strukturi so bile opažene dimerizacije in oligomerizacije preko povezav z disulfidnimi vezmi, vezave cisteinskih ali histidinskih ostankov preko kovin ali anorganskih fosfatnih interakcij. Oligomerizacija daje proteinom nove lastnosti, kar pa je trenutno dokazano samo pri cianobakterijah rodu Synechococcus.
Molekulska masa znaša v povprečju od 3.500 do 14.000 Da. Imajo različne afinitete za kovine: tako ima npr. MT1 hišne miši večjo afinitet za dvovalentne ione, medtem ko ima CUP1 večjo afiniteto za monovalentne ione, kot sta Cu+1 in Ag+1. Kovinske ione vežejo preko tiolnih skupin na cisteinskih ostankih, ki predstavljajo okoli 30 % vseh aminokislinskih ostankov. 

## Sinteza
Pri človeku obstaja deset izoform metalotioneinov, vse pa se sintetizirajo v glavnem v jetrih in ledvicah; slednje velja tudi za druge sesalce. Sinteza je odvisna od količin cinka, baktra in selena, aminokislin cisteina in histidina, pa tudi arzena in bizmuta. Omenjeni kovinski ioni, aminokisline pa tudi glukokortikoidi vplivajo na izražanje (ekspresijo) MT genov preko določenih odzivnih elementov; tako obstajajo odzivni elementi za kovine (angleško metal response element ali MRE), odzivni elementi za glukokortikoide (angleško glucocorticoid response element ali GRE) itd.

## Funkcije

### Vezava kovin in signalne poti
Pri človeku opravljajo metalotioneini predvsem vlogo skladiščnih proteinov za cink, pa tudi baker in druge težke kovine, s čimer zmanjšajo njihovo strupenost. Po vsej verjetnosti poteka vezava ionov preko nekooperativnih mehanizmov.
Metalotioneini torej sodelujejo v privzemu, prenosu in uravnavanju količin zinka v organizmu. Cink je sicer tudi eden od ključni elementov pri aktivaciji določenih transkripcijskih faktorjev, pri čemer nastanejo t. i. cinkovi prsti; tako naj bi bil MT preko uravnavanja cinka pomemben za uravnavanje izražanje gena za tumor-supresorski protein p53. Cink je tudi sekundarni obveščevalec, katerega lahko MT prenaša po privzemu do določenega organela v celici. Slednje predstavlja eno izmed pomembnih signalnih poti med nevroni v možganih.

### Nadzor oksidativnega stresa
Cisteinski ostanki lahko vežejo nevarne proste radikale, kot sta superoksid in hiroksilni radikali. Pri tem se cistein oksidira v cistin, vezani kovinski ioni pa se sprostijo. Povečana količina Zn2+ inducira sintezo metalotioneinov. Slednji torej na ta način ščitijo organizem pred oksidativnim stresom.

## Medicinski pomen

### Rakasta obolenja
Sinteza metalotioneinov je nemalokrat asociirana z zaščito DNK in apoptozo, poleg tega pa lahko aktivirajo določene transkripcijske faktorje preko donacije Zn2+. Čeprav so to citosolni proteini, se lahko prehodno premestijo v jedro med proliferacijo in diferenciacijo celic.
Raziskave so pokazale, da se sinteza proteinov pri človeku poveča pri različnih tumorjih, kot so pljučni rak, rak dojk, debelega črevesa, jajčnikov, prostate, ščitnice idr. Po drugi strani pa je sinteza zavrta pri nekaterih tumorjih, kot sta hepatocelularni karcinom in adenokarcinom jeter. Tako naj bi bile spremembe v sintezi uporaben prognostični marker pri rakastih obolenjih.
Metalotioneini lahko preko tiolnih skupin vežejo citotoksične snovi, kot so alkilirajoči citostatiki. Povečane količine teh proteinov so eden izmed mehanizmov odpornosti celic na protirakasta zdravila, saj je z vezavo preprečen dostop do glavnega cilja, tj. DNK celice. S pomočjo induciranja sinteze s kovinskimi ioni se lahko poveča količino proteinov v normalnih tkivih in se jih tako zaščiti pred delovanjem tovrstnih zdravil, kar bi bilo uporabno pri zdravljenju tumorjev osrednjega živčevja. Poleg tega citotoksične snovi tekmujejo za vezavo s kovinskimi ioni in jih izpodrinejo. Slednje bi bilo uporabno za uničevanje rakastih celic, saj so kovinski ioni kofaktorji mnogih encimov, ki so vključeni v presnovo nukleinskih kislin in vplivajo na proliferacijo celic.

### Avtizem
Predlagano je bilo, da so okvare v sintezi metalotioneinov možni vzrok za avtizmu podobne simptome zaradi strupenih učinkov težkih kovin, med drugim živega srebra, svinca in arzena. Glede na nekatere druge raziskave pa se po drugi strani vrednosti metalotioneinov in protiteles proti metalotioneinom pri avtističnih otrocih, ki so bili izpostavljeni tiomersalu (vsebuje živo srebro), niso bistveno razlikovale od tistih pri normalnih otrocih.